# آبل القمح
كانت آبل القمح قرية فلسطينية تقع بالقرب من الحدود اللبنانية شمال صفد. وقد تم تهجير سكانها في عام 1948. وكانت تقع في موقع مدينة آبل بيت معكة الإنجيلية.

## الاسم
وفقاً لما ذكره الخالدي، فإن اسمها العربي مستمد من الآرامية؛ الجزء الأول من اسمها، يعني «مرج». ووفقا لما ذكره بالمر، الذي كتب في القرن التاسع عشر عندما كان اسم القرية آبل، فإنه ربما كان مستمداً من الاسم الإنجيلي آبل بيت معكة.

## التاريخ

### العصر البرونزي والعصر الحديدي
أنشئت آبل القمح على موقع كان يسكن منذ عام 2900 قبل ميلاد المسيح، وظل فيها السكان منذ أكثر من 2,000 سنة. وقد استولى عليها تحتمس الثالث في عام 1468 قبل الميلاد. وخلال الحقبة الإسرائيلية، وتحت حكم داوود، تم تحصينها، ثم استولى عليها في وقت لاحق الآراميون. في عام 734 قبل الميلاد، تم إدماجها في الإمبراطورية الآشورية.

### الفترة البيزنطية
تم العثور على الخزف من الحقبة البيزنطية هنا.

### الفترة المملوكية
تحت الحكم المملوكي في عام 1226، يشير الجغرافي العربي، ياقوت الحموي، إلى «آبل القمح» بوصفها قرية تنتمي إلى بانياس، بين دمشق والبحر الأبيض المتوسط.

### الفترة العثمانية
في عام 1517، أُدمجت آبل القمح في الإمبراطورية العثمانية، وبحلول عام 1596، كانت تحت إدارة ناحية تبنين، وهي جزء من سنجق صفد، وأطلق عليها اسم آبل القمح، ويبلغ عدد سكانها 143 نسمة. دفعت ضرائب على القمح، والشعير، والزيتون، والنحل، والكروم، والماعز. وكان جميع السكان مسلمين.
في عام 1875، زار فيكتور جويرين المكان الذي وصفه بأنه تل آبل القمح. وفي أعلى نقطة، إلى الشمال، عثر على أنقاض جدار ومقبرة إسلامية. وفي عام 1881، وصفت الدراسة الاستقصائية لصندوق استكشاف فلسطين لفلسطين الغربية بأن القرية تقع على مقربة من مجرى ما، وتحتوي على كنيسة وعلى أنقاض قديمة.

### الانتداب البريطاني
كانت آبل القمح جزءا من الانتداب الفرنسي على لبنان حتى عام 1923 عندما أُدرجت في الانتداب البريطاني على فلسطين. وفي النصف الأول من القرن العشرين، كان لها شكل مثلث يتماشى مع ثنيات التل الذي بنيت عليه. وشكلت الزراعة أساس اقتصادها، كما أن إمدادات المياه الوفيرة للقرية أكسبها اسمها المحلي آبل الميه بمعنى «مرج المياه».
في تعداد فلسطين عام 1931، بلغ مجموع عدد سكان آبل القمح 229 نسمة؛ 122 من المسلمين و107 من المسيحيين، في ما مجموعه 58 منزلا.
في عام 1945، بلغ عدد السكان 330، بمساحة إجمالية قدرها 4,615 دونم من الأراضي، وفقا لدراسة استقصائية رسمية عن الأراضي والسكان. كان للقرية عدد من السكان يتراوح عددهم بين 230 من الشيعة و100 من المسيحيين العرب. تم تخصيص ما مجموعه 3,535 دونم من الأراضي للحبوب؛ وتم ري أو استخدام 299 دونم في البساتين، في حين تم بناء 13 دونم (حضرية).

### 1948 وما أعقبه
في 10 مايو 1948، استولت الكتيبة الأولى التابعة للبلماح التي يقودها إيغال آلون في عملية يفتاح، على آبل القمح وهجرت سكانها. ولم يكن هناك قتال في القرية، ولكن بعد سقوط صفد في يد إسرائيل ومن «حملة همس» قام بها زعماء يهود محليون إلى رؤساء القرى العربية (مخاتير) لتحذيرهم من التعزيزات اليهودية الضخمة التي وصلت إلى الجليل، فر سكان آبل القمح.
في عام 1952، أنشأت إسرائيل مستوطنة يوفال على أراضي القرية، على بعد 1.5 كيلومتراً (0.93 ميلاً) من موقع القرية. الموقع نفسه «تنمو فيه بكثرة الحشائش والنباتات البرية. وتوجد بستان من الأشجار في الركن الشمالي الشرقي، كما أن أحجار المنازل المدمرة متناثرة في جميع أنحاء الموقع...» وفقاً للمؤرخ الفلسطيني وليد الخالدي في عام 1992.
في السنوات الأخيرة، أعلنت السلطات اللبنانية أن آبل القمح وست قرى شيعية أخرى مهجرة على طول الحدود تعود ملكيتها إلى لبنان.
تم مسح التلين الصغيرين اللذين ينتميان إلى الموقع الأثري المعروف باسم تل آبل القمح بالعربية وتل آبل بيت معكة بالعبرية في عام 2012، وتم التنقيب عنهما منذ ذلك الحين في حملات سنوية (أربع حملات في عام 2016).

## اللاجئون
فرّ سكان آبل القمح إلى القرى المسيحية اللبنانية المجاورة، ولا سيما قرية دير ميماس حيث حصل معظمهم لاحقا على جوازات سفر لبنانية؛ ولا تزال تعيش في ديرميماس على سبيل المثال أسر عبدو، وكسرواني، وحرفوش، وحداد.

## ثبت المراجع
- Conder، Claude Reignier؛ Kitchener، Herbert H. (1881). The Survey of Western Palestine: Memoirs of the Topography, Orography, Hydrography, and Archaeology. London: صندوق استكشاف فلسطين. ج. 1.
- Dauphin, Claudine (1998). La Palestine byzantine, Peuplement et Populations. BAR International Series 726 (بالفرنسية). Oxford: Archeopress. Vol. III : Catalogue. ISBN:0860549054. Archived from the original on 2016-05-18.
- Department of Statistics (1945). Village Statistics, April, 1945. Government of Palestine. مؤرشف من الأصل في 2019-04-02.
- Guérin, Victor (1880). Description Géographique  Historique et Archéologique de la Palestine (بالفرنسية). Paris: L'Imprimerie Nationale. Vol. 3: Galilee, pt. 2.
- Hadawi، Sami (1970). Village Statistics of 1945: A Classification of Land and Area ownership in Palestine. Palestine Liberation Organization Research Centre. مؤرشف من الأصل في 2019-07-08.
- Hütteroth، Wolf-Dieter؛ Abdulfattah، Kamal (1977). Historical Geography of Palestine, Transjordan and Southern Syria in the Late 16th Century. Erlanger Geographische Arbeiten, Sonderband 5. Erlangen, Germany: Vorstand der Fränkischen Geographischen Gesellschaft. ISBN:3-920405-41-2. مؤرشف من الأصل في 2019-10-14.
- Khalidi، Walid (1992). All That Remains:The Palestinian Villages Occupied and Depopulated by Israel in 1948. واشنطن العاصمة: مؤسسة الدراسات الفلسطينية. ISBN:0-88728-224-5. مؤرشف من الأصل في 2019-03-21.
- Mills, E.، المحرر (1932). Census of Palestine 1931. Population of Villages, Towns and Administrative Areas. Jerusalem: Government of Palestine.
- Morris، Benny (2004). The Birth of the Palestinian Refugee Problem Revisited. Cambridge University Press. ISBN:978-0-521-00967-6. مؤرشف من الأصل في 2019-12-07.
- Palmer، E. H. (1881). The Survey of Western Palestine: Arabic and English Name Lists Collected During the Survey by Lieutenants Conder and Kitchener, R. E. Transliterated and Explained by E.H. Palmer. صندوق استكشاف فلسطين.
- Robinson، Edward؛ Smith، Eli (1841). Biblical Researches in Palestine, Mount Sinai and Arabia Petraea: A Journal of Travels in the year 1838. Boston: Crocker & Brewster. ج. 3.
- Rhode، Harold (1979). Administration and Population of the Sancak of Safed in the Sixteenth Century. جامعة كولومبيا. مؤرشف من الأصل في 2019-04-20.

## وصلات خارجية
- آبل القمح ترحب بكم
- Survey of Western Palestine, Map 2: IAA, Wikimedia commons
- Abil al-Qamh, at مركز خليل السكاكيني الثقافي
- Abil al-Qamh, Dr. Khalil Rizk.